# Anúna
Anúna – irlandzka grupa chóralna założona w 1987 roku w Dublinie przez Michaela McGlynna.

## Historia
Do roku 1991 zespół istniał pod nazwą An Uaithne. Nazwa ta pochodziła od połączenia nazw trzech tradycyjnych pieśni irlandzkich: kołysanki (irl. Suantraí), "happy song" (tłum. wesoła piosenka, irl. Geantraí) i lamentu (irl. Goltraí). Grupa została zauważona w 1995 roku na pokazie Riverdance. Pierwszy fragment swojego występu grupa dała na Konkursie Piosenki Eurowizji, po czym była przez 18 tygodni na pierwszym miejscu na Irish Singles Chart oraz dotarła na pozycję 9 UK Singles Chart. W 2010 roku grupa przyjęła nazwę Anúna, Ireland's National Choir (trłum. Irlandzki Chór Narodowy).

## Charakterystyka
Grupa charakteryzuje się połączeniem klasycznego śpiewu chóralnego ze spontanicznością typową dla irlandzkiej muzyki ludowej. Na typowym występie zespołu śpiewa a cappella 12 do 14 członków, będących w kostiumach oraz w otoczeniu świec.
Anúna występowała m.in. w National Concert Hall w Dublinie, na Festiwalu Muzyki Sakralnej Świata w Fezie, w Concertgebouw w Amsterdamie oraz koncertowała w 20 krajach na świecie (również w Polsce).
Anúna współpracowała z takimi artystami jak: The Chieftains, Clannad, The Wiggles czy Elvisem Costello, jest również na ścieżce dźwiękowej gry komputerowej Diablo III.

## Dyskografia
- 1991 – An Uaithne (wydana tylko na kasetach)
- 1993 – ANÚNA
- 1994 – Invocation
- 1995 – Omnis
- 1996 – Deep Dead Blue
- 1997 – Behind the Closed Eye
- 2000 – Cynara
- 2002 – Winter Songs
- 2003 – Essential Anúna (wydanie brytyjskie)
- 2005 – The Best of Anúna (wydanie europejskie)
- 2005 – Essential Anúna (wydanie amerykańskie)
- 2006 – Sensation
- 2006 – Celtic Dreams : Méav Ní Mhaolchatha with Anúna Valley Entertainment
- 2007 – Celtic Origins (CD and DVD)
- 2008 – Christmas Memories (CD and DVD)
- 2009 – Invocations of Ireland (DVD)
- 2009 – Sanctus
- 2010 – The Best of Anúna
- 2010 – Christmas with Anúna
- 2012 – Illumination
- 2014 – Illuminations
- 2015 – Revelation
- 2017 – Takahime (Single)
- 2017 – A Christmas Selection ++
- 2017 – Selected 1987-2017 ++
- 2017 – Selected II 1987-2017 ++